# Alex Hannig
Alejandro Hannig Ulriksen, más conocido como Alex Hannig (Concepción, 21 de octubre de 1897 - Santiago, 17 de febrero de 1987), fue un atleta chileno de ascendencia alemana. Participó como representante de Chile en los Juegos Olímpicos de 1928, celebrados en Ámsterdam.

## Biografía
Nació en Chile, hijo del ingeniero civil alemán Stanislaus Hanning y Berta Ulriksen Siemsen. En 1906 emigró a Berlín, Alemania, junto a su familia. Allí vivió la Primera Guerra Mundial, y se alistó en el ejército del Imperio alemán en 1917. Ese mismo año falleció su padre, quien vivió en Chile entre 1886 y 1906.
Regresó a Chile en 1921, donde se transformó en uno de los principales atletas del país. Integró el Deutscher Sportverein Santiago (Club Alemán de Deportes de Santiago), y representó a Chile en campeonatos sudamericanos; en la edición de 1927, realizada en Santiago, obtuvo medalla de bronce en los 100 y 200 metros planos.
En 1928 fue parte de la delegación chilena en los Juegos Olímpicos realizados en Ámsterdam, Países Bajos, donde compitió en los 200 y 400 metros planos.
Luego de su retiro del atletismo se dedicó al automovilismo, tanto como piloto y miembro del Automóvil Club de Chile, como en el ámbito empresarial, ocupando diversos cargos de representación de las marcas alemanas DKW y BMW en Chile entre 1932 y 1963. Falleció en 1987.